# 心みだれて (映画)
『心みだれて』（原題: Heartburn）は、1986年制作のアメリカ合衆国のロマンティック・コメディ映画。マイク・ニコルズ監督、メリル・ストリープ、ジャック・ニコルソンらが出演。
脚本家・映画監督のノーラ・エフロンがかつてカール・バーンスタインと結婚生活を送っていた時の事をモチーフにした小説を基にしており、エフロン自身が脚本を担当している。

## あらすじ
離婚歴のある料理研究家のレイチェルは、友人の結婚式でコラムニストでやはり離婚歴のあるマークと出会い意気投合、たちまち恋におち、ついにはスピード再婚にまで至る。
再婚後、2人の子供にも恵まれ順風満帆に見えた二度目の結婚生活であったが、ある日レイチェルはふとした事からマークの浮気を知ってしまい、子供を連れて実家に帰る。
マークの説得で一度はよりを戻したレイチェルであったが、しばらくたったある日、マークがその浮気相手にネックレスを買ってやったことを知る。
ついに堪忍袋の緒が切れたレイチェルは、マークとの離婚を決意するのだった。

## キャスト
- レイチェル：メリル・ストリープ
- マーク：ジャック・ニコルソン
- リチャード：ジェフ・ダニエルズ
- ジュリー：ストッカード・チャニング
- ヴェラ：モーリン・ステイプルトン
- ドミトリー：ミロス・フォアマン
- ベティ：キャサリン・オハラ
- アーサー：リチャード・メイサー
- ハリー：スティーヴン・ヒル
- アニー：メイミー・ガマー
- イヴ：マーセデス・ルール
- デラ：アンナ・マリア・ホースフォード
- セルマ：カレン・エイカーズ
- 地下鉄泥棒: ケヴィン・スペイシー[3]